# Olijftangare
De olijftangare (Orthogonys chloricterus) is een zangvogel uit de familie Thraupidae (Tangaren).

## Verspreiding en leefgebied
Deze soort is endemisch in de bergwouden van zuidoostelijk Brazilië, met name van Espírito Santo tot Santa Catarina.